# 茨木市
茨木市（日语：／ Ibaraki shi */?）是位在大阪府的北部北攝地區的行政區劃，地處大阪市與京都市中間，為大阪市的衛星城市的特徵，現為施行時特例市。轄區呈南北細長形，安威川自北往南貫穿整個轄區，北部屬於丹波高地，大多是山區，而南方屬於近畿平原，主要市區也位於南方的平原區域，自主要市區到大阪市内的梅田僅需約15分鐘。

## 歷史
在現在轄區南部的東奈良地區，曾發現屬於彌生時代的環濠聚落遺跡－東奈良遺跡；周邊也有建於5世紀至7世紀期間的太田茶臼山古墳和阿武山古墳。
在令制國時代本地屬於攝津國島下郡，最初漢字名稱曾被寫作日文發音相同的「荊切」，直到約13世紀後才開始使用「茨木」的漢字名稱。
14世紀楠木正成在此建立了茨木城，此後開始以城下町的形式發展，在16世紀末曾先後成為中川清秀和片桐且元的領地，1615年大坂之役之後被幕府收回成為幕府直屬的天領；由於北側接鄰曾為吉利支丹大名高山右近所治理的高槻藩，在江戶時代禁止基督教之後，有許多隱匿基督徒躲在北部的山區中，包括後來發現到的「隱匿基督徒村落」。
由於地理位置，在江戶時代的山陽道－西國街道經過本地，在此也設有宿場－郡山宿，由於來自西方各國的大名在參勤交代時大多會在這裡的郡山宿本陣住宿。
在江戶時代末期，現在的茨木市南部區域大多為田安德川家、一橋德川家、幕府直屬或是旗本的領地，另有少部分區域屬於加納藩和古河藩及皇室；北部山區則大多為高槻藩的領地。
19世紀密年明治維新後，這些區域曾先後隸屬大阪府司農局、大阪府北司農局、攝津縣、豐崎縣、兵庫縣、高槻縣、加納縣、古河縣，直到1871年的第一次府縣整併中才全數被劃入大阪府。
1889年實施町村制後，現在的茨木市轄區在當時分屬：茨木村、三島村、安威村、福井村、溝咋村、宮島村、豐川村、春日村、三宅村、玉櫛村、山田村、石河村、見山村、清溪村共14個行政區劃。
茨木村先在1898年升格改制為茨木町，1948年與三島村、玉櫛村、春日村合併為茨木市，其餘地區也接著在1950年代陸續被併入茨木市，形成現在茨木市的轄區範圍；2000年日本開始實施特例市制度後，茨木市也接著在2001年成為特例市。

### 變遷表
| 1889年4月1日 | 1889年 - 1912年       | 1912年 - 1944年       | 1945年 - 1954年          | 1955年 - 1988年                                   | 1955年 - 1988年           | 1989年 - 現在 | 現在   |
| ------------ | --------------------- | --------------------- | ------------------------ | ------------------------------------------------- | ------------------------- | ------------- | ------ |
| 茨木村       | 1898年10月14日 茨木町 | 1898年10月14日 茨木町 | 1948年1月1日 茨木市      | 茨木市                                            | 茨木市                    | 茨木市        | 茨木市 |
| 三岛村       |                       |                       | 1948年1月1日 茨木市      | 茨木市                                            | 茨木市                    | 茨木市        | 茨木市 |
| 玉栉村       |                       |                       | 1948年1月1日 茨木市      | 茨木市                                            | 茨木市                    | 茨木市        | 茨木市 |
| 春日村       |                       |                       | 1948年1月1日 茨木市      | 茨木市                                            | 茨木市                    | 茨木市        | 茨木市 |
| 安威村       | 安威村                | 安威村                | 1954年2月10日 并入茨木市 | 茨木市                                            | 茨木市                    | 茨木市        | 茨木市 |
| 沟咋村       | 沟咋村                | 1935年2月11日 玉岛村  | 1954年2月10日 并入茨木市 | 茨木市                                            | 茨木市                    | 茨木市        | 茨木市 |
| 宫岛村       |                       | 1935年2月11日 玉岛村  | 1954年2月10日 并入茨木市 | 茨木市                                            | 茨木市                    | 茨木市        | 茨木市 |
| 福井村       | 福井村                | 福井村                | 福井村                   | 1955年4月3日 并入茨木市                           | 茨木市                    | 茨木市        | 茨木市 |
| 石河村       |                       |                       |                          | 1955年4月3日 并入茨木市                           | 茨木市                    | 茨木市        | 茨木市 |
| 见山村       |                       |                       |                          | 1955年4月3日 并入茨木市                           | 茨木市                    | 茨木市        | 茨木市 |
| 清溪村       |                       |                       |                          | 1955年4月3日 并入茨木市                           | 茨木市                    | 茨木市        | 茨木市 |
| 三宅村       | 三宅村                | 三宅村                | 三宅村                   | 三宅村                                            | 1957年3月30日 并入茨木市  | 茨木市        | 茨木市 |
| 豐川村       | 豐川村                | 豐川村                | 豐川村                   | 1956年12月1日 併入豐能郡箕面町 同日又改制為箕面市 | 1956年12月25日 併入茨木市 | 茨木市        | 茨木市 |
| 豐川村       | 豐川村                | 豐川村                | 豐川村                   | 1956年12月1日 併入豐能郡箕面町 同日又改制為箕面市 | 箕面市                    |               |        |

## 行政

### 歷任市長
| 屆     | 姓名     | 上任年月日    | 卸任年月日     |
| ------ | -------- | ------------- | -------------- |
| 1      | 高島好隆 | 1948年2月1日  | 1950年12月12日 |
| 2      | 中谷光   | 1951年1月28日 | 1955年1月27日  |
| 3～4   | 田村英   | 1955年1月28日 | 1963年1月27日  |
| 5      | 坂井正男 | 1963年1月28日 | 1965年2月20日  |
| 6～7   | 大槻良衛 | 1965年4月11日 | 1971年3月11日  |
| 8～9   | 北川安一 | 1971年4月25日 | 1976年3月8日   |
| 10～13 | 重冨敏之 | 1976年4月18日 | 1992年4月17日  |
| 14～16 | 山本末男 | 1992年4月18日 | 2004年4月17日  |
| 17～18 | 野村宣一 | 2004年4月18日 | 2012年4月17日  |
| 19     | 木本保平 | 2012年4月18日 | 2016年4月17日  |
| 20～22 | 福岡洋一 | 2016年4月18日 | 現任           |

## 交通
連結大阪市和京都市的西日本旅客鐵道東海道本線（JR京都線）及阪急電鐵京都本線以南北方向穿過南部的主要市區，其中主要車站為茨木車站及茨木市車站；大阪高速鐵道大阪單軌電車線則是通過轄區南端，往西可通往被通稱為伊丹機場的大阪國際機場，其支線國際文化公園都市單軌電車線（彩都線）則是沿著轄區西側往北接入新市鎮－國際文化公園都市。
北部山區則主要依賴阪急巴士所經營的客運路線，其他包括近鐵巴士和京阪巴士在轄內也都有經營客運路線。
同時轄內也有利木津巴士可以直接自茨木車站或茨木市車站往返關西國際機場。
高速公路在南部主要市區區域有名神高速公路和近畿自動車道通過，北部山區則有新名神高速公路通過，往北可通往京都市，往西可到兵庫縣。

### 鐵路
西日本旅客鐵道（JR西日本）
- 東海道本線（JR京都線）：（←高槻市） - JR總持寺站 - 茨木站 - （攝津市→）

阪急電鐵
- 京都本線：（←攝津市） - 南茨木站 - 茨木市站 - 總持寺站 - （高槻市→）

大阪高速鐵道（大阪單軌電車）
- 大阪單軌電車線（本線）：（←吹田市） - 宇野邊站 - 南茨木站 - 澤良宜站 - （攝津市→）
- 國際文化公園都市單軌電車線（彩都線）：（吹田市） - 阪大醫院前站 - 豐川站 - （箕面市） - 彩都西站

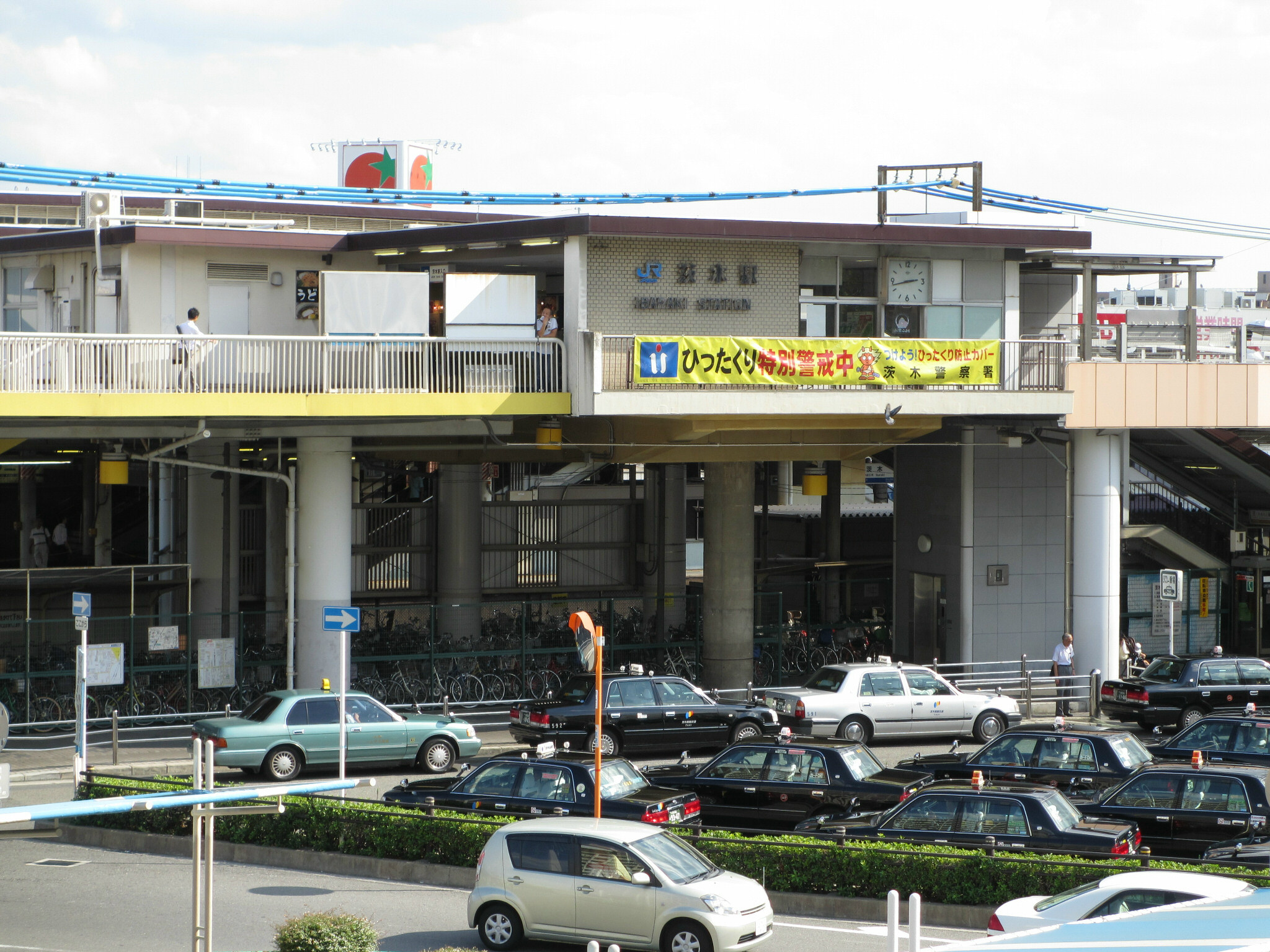
茨木車站
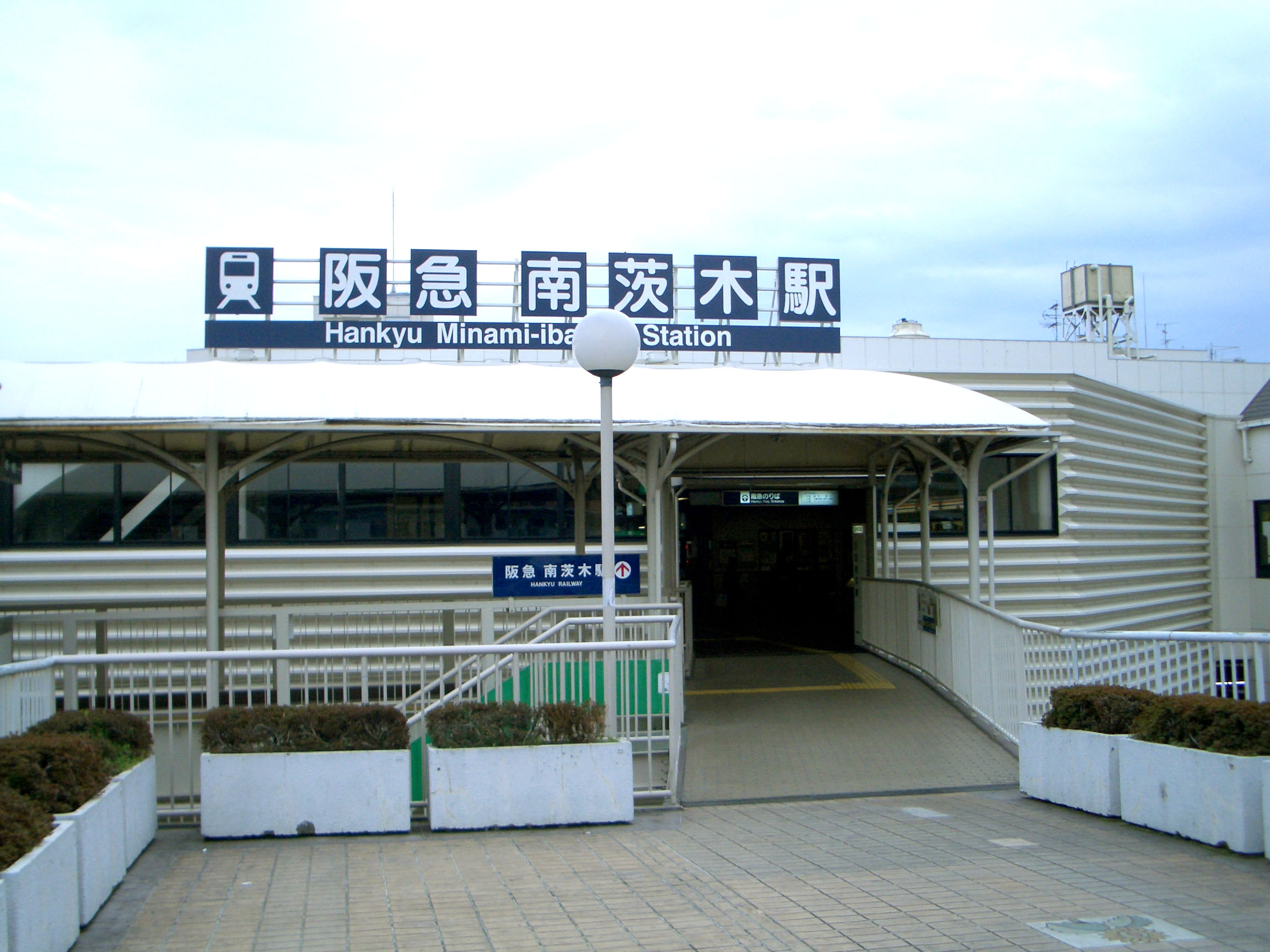
南茨木車站
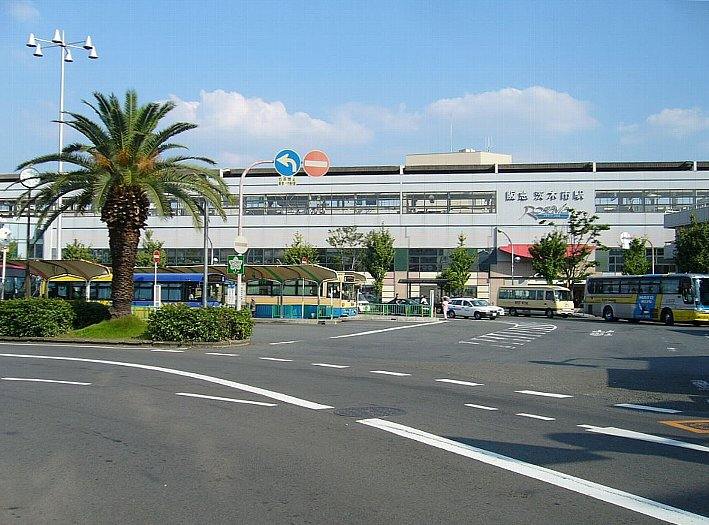
茨木市車站
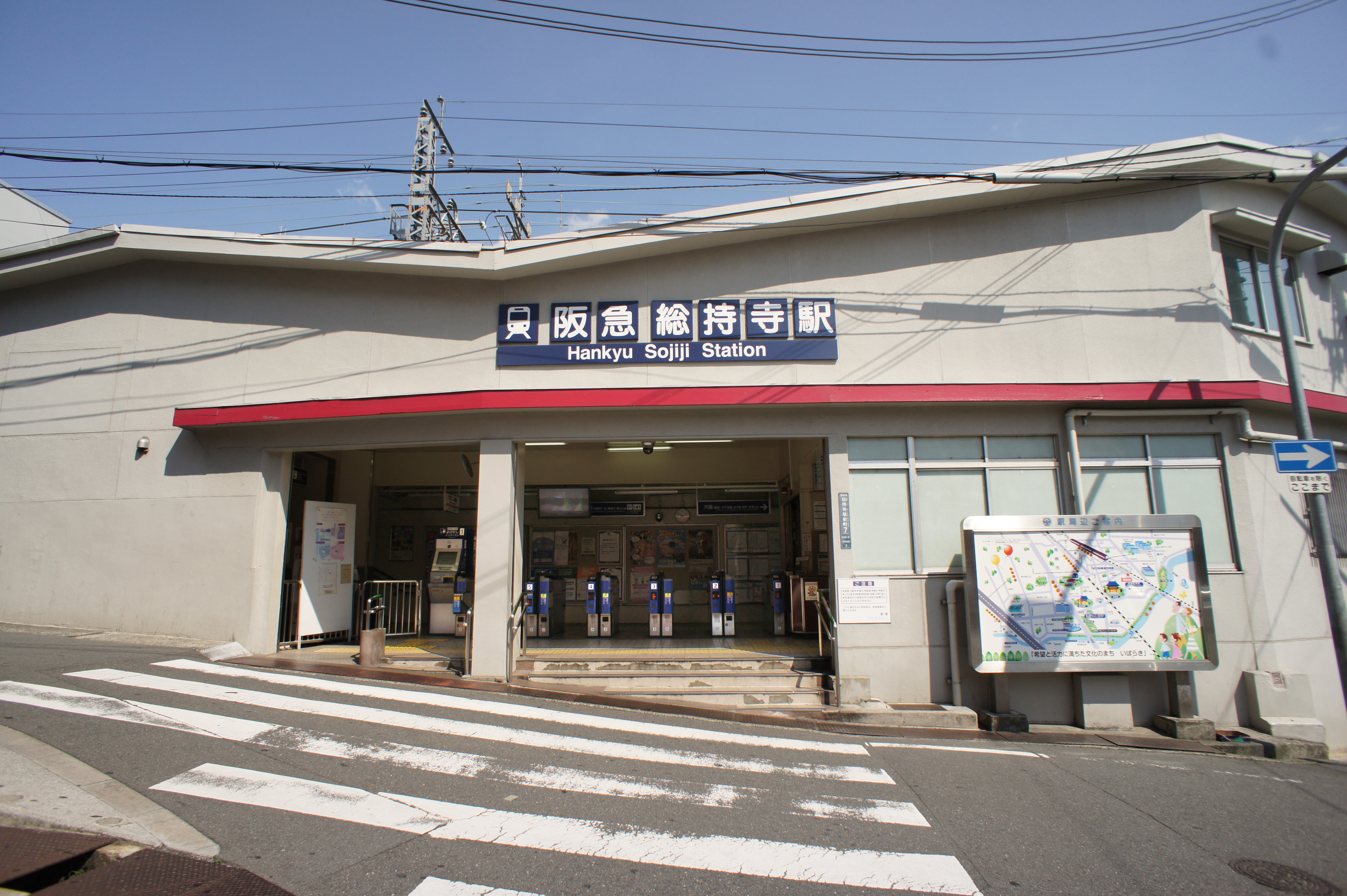
總持寺車站
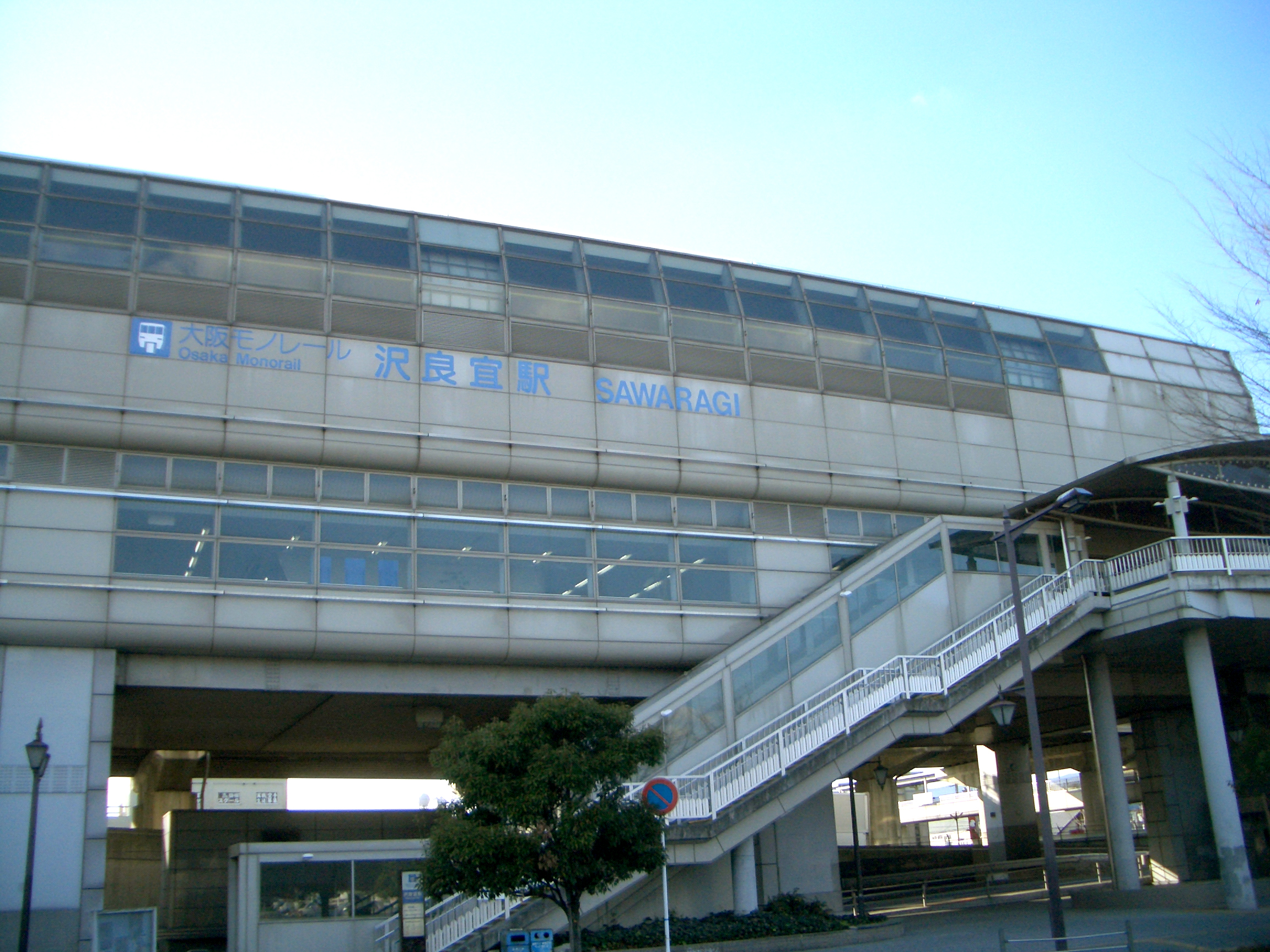
澤良宜車站
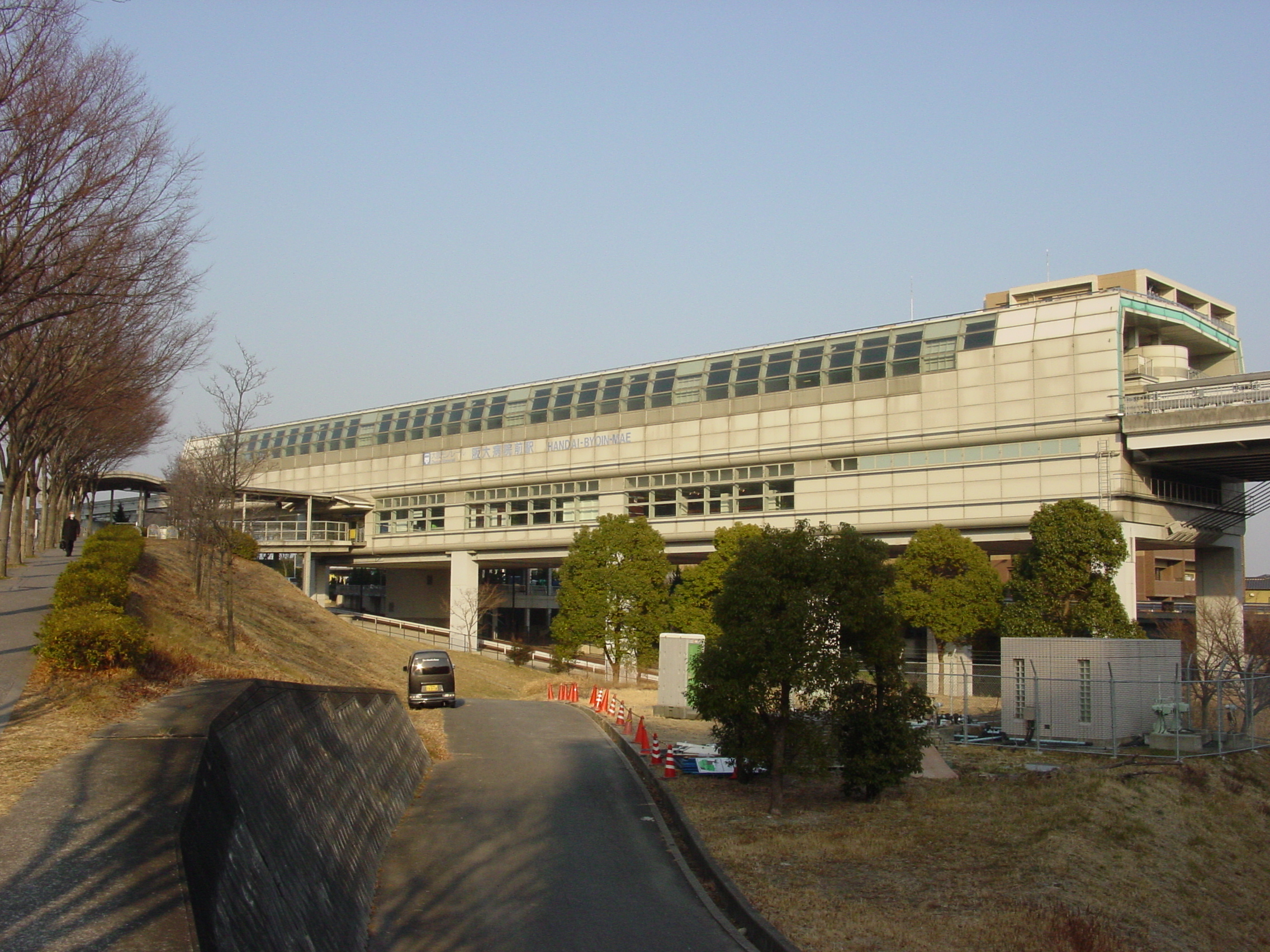
阪大醫院前車站
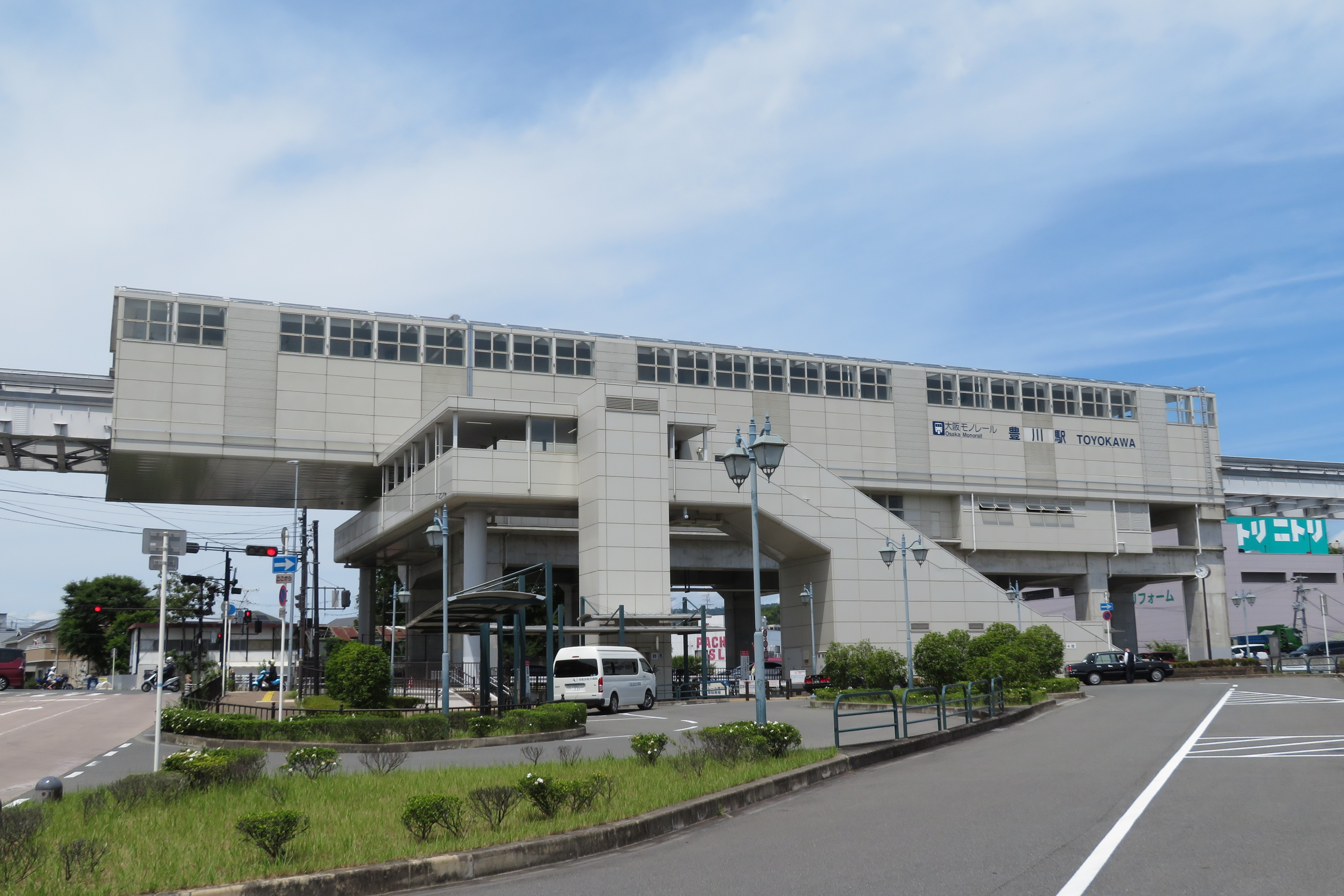
豐川車站
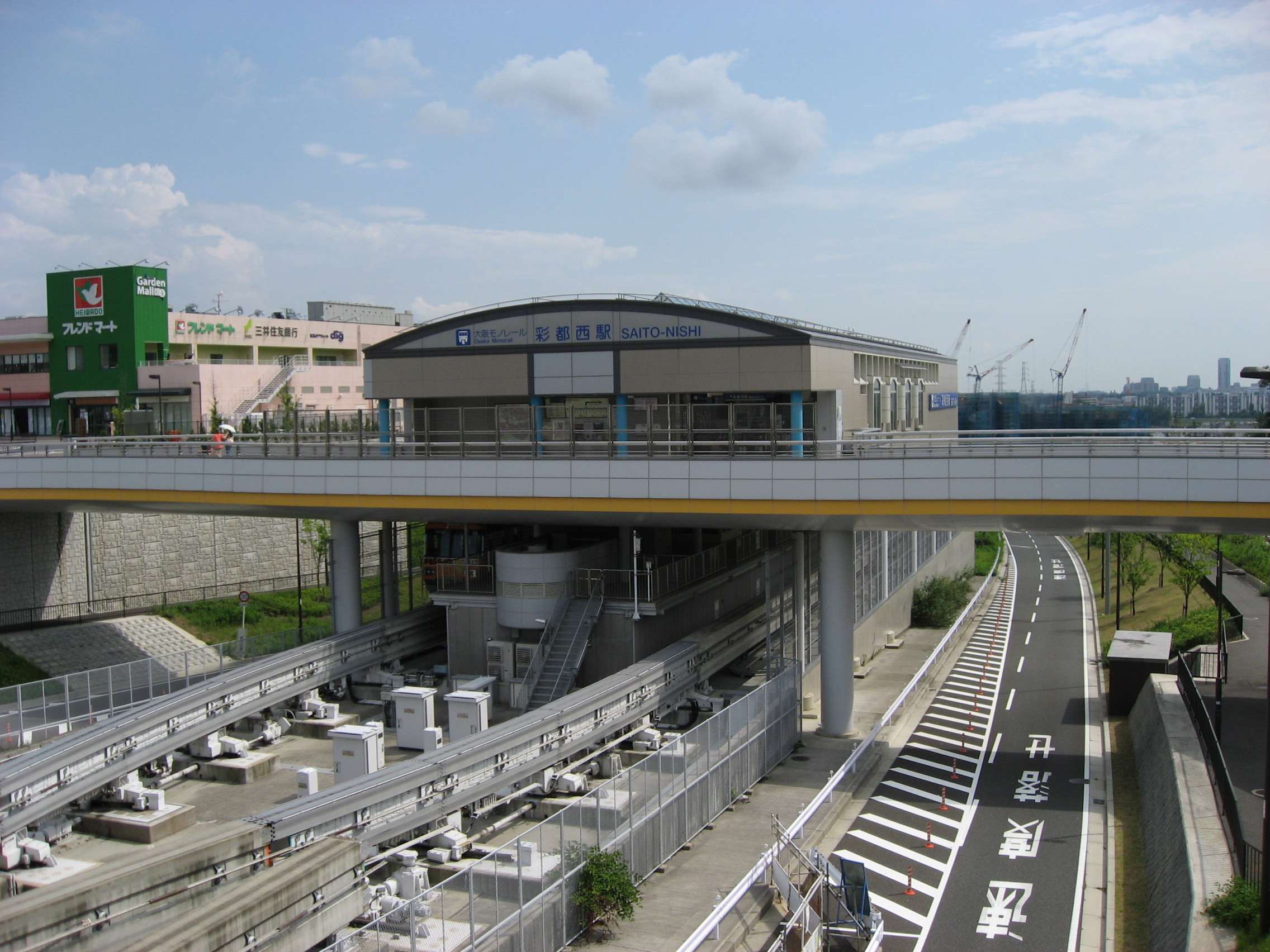
彩都西車站

### 公路
高速公路
- 名神高速公路：（高槻市） - 茨木交流道 - （吹田市）
- 近畿自動車道：（吹田市） - 茨木本線收費站（日语：茨木本線料金所） - （攝津市）
- 新名神高速公路：（高槻市） - 茨木千提寺交流道 - 茨木千提寺休息區 - （箕面市）

## 觀光資源
由知名建築師安藤忠雄所設計的「光之教會」位於轄內西部的北春日丘地區，但由於是茨木春日丘教會的財產，並未對外開放參觀，需事先預約。
位於宿川原町過去郡山宿專門招待各地大名住宿的「郡山宿本陣」現已被列為國家史蹟，但由於仍為私人財產，平時並未對外開放參觀。
北部山區中的龍仙峽則以該區的各種奇岩奇石為特色而成為觀光景點。而由於過去因17世紀江戶時代禁止基督教後，成為隱匿基督徒藏匿的村落，現在也設有茨木市立吉利支丹遺物史料館。

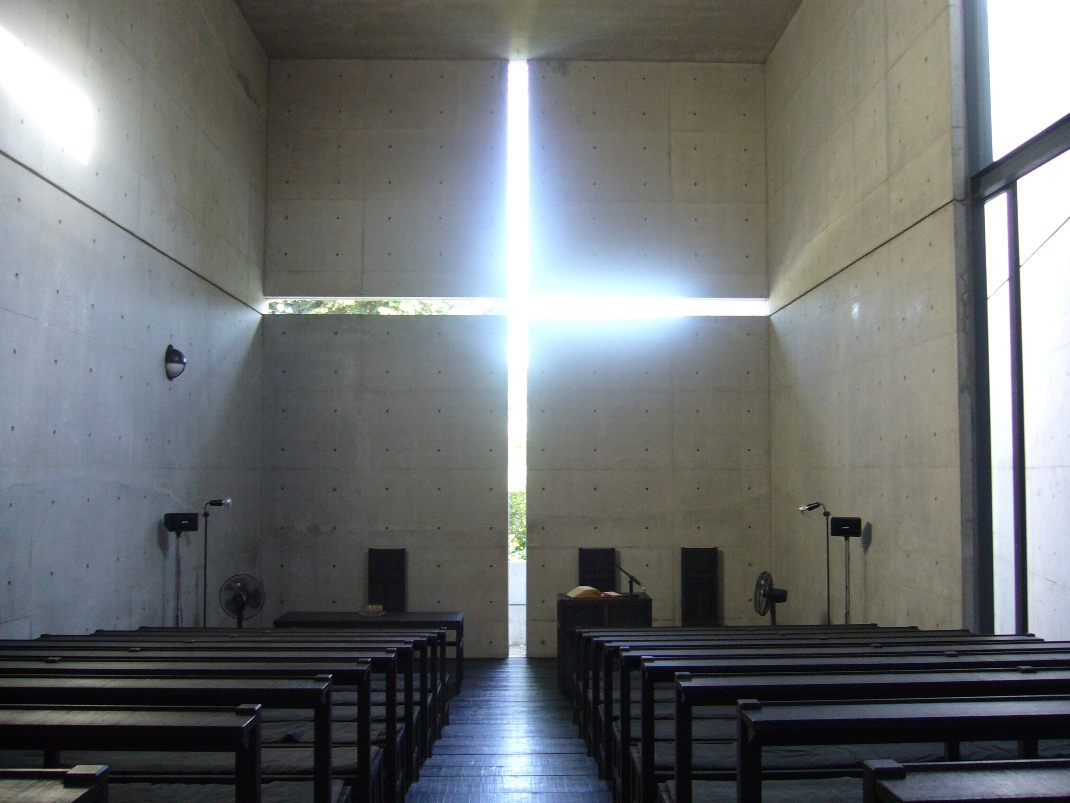
光之教會內的光之十字架
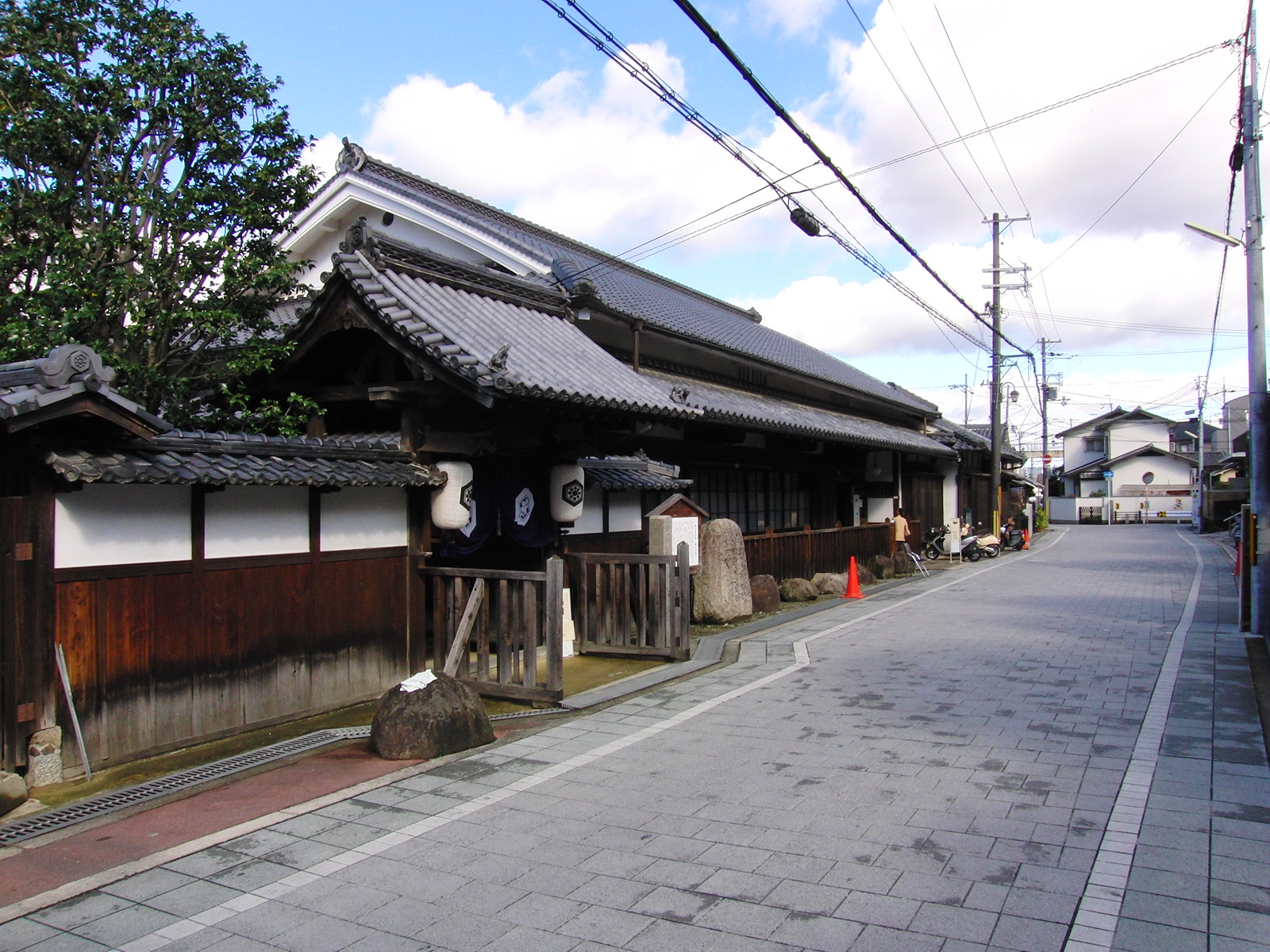
郡山宿本陣外觀
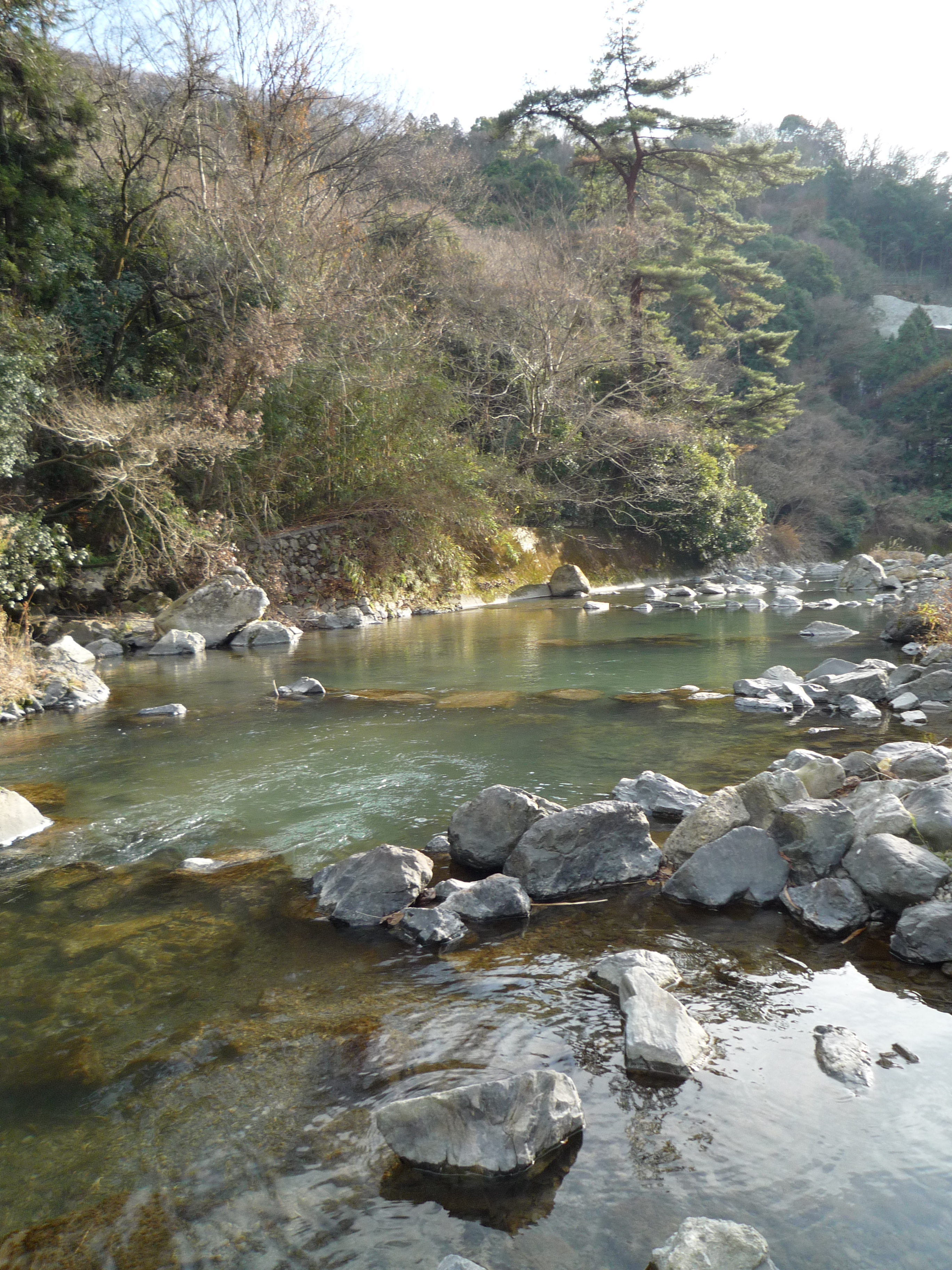
龍仙峽

## 教育

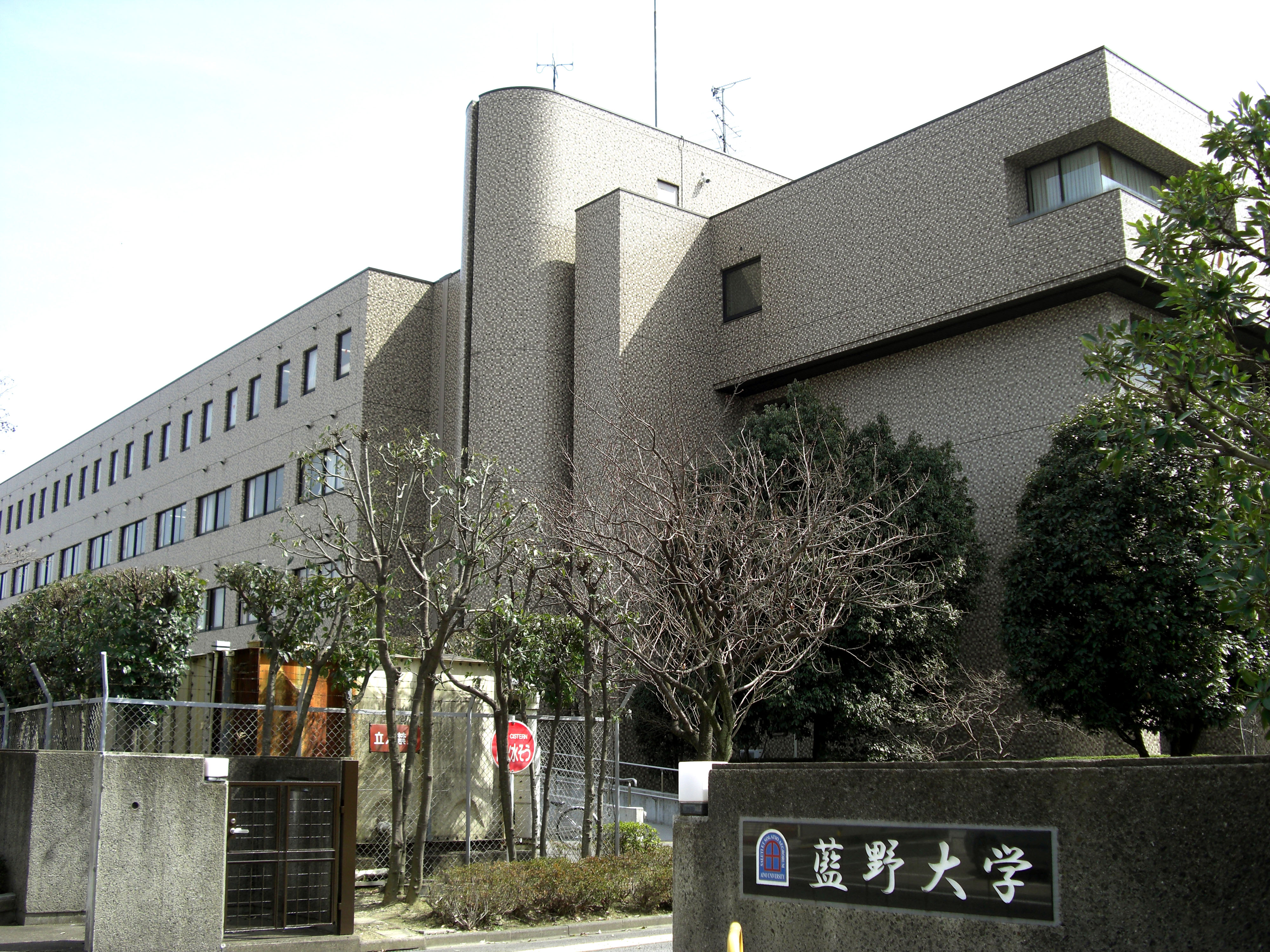
藍野大學

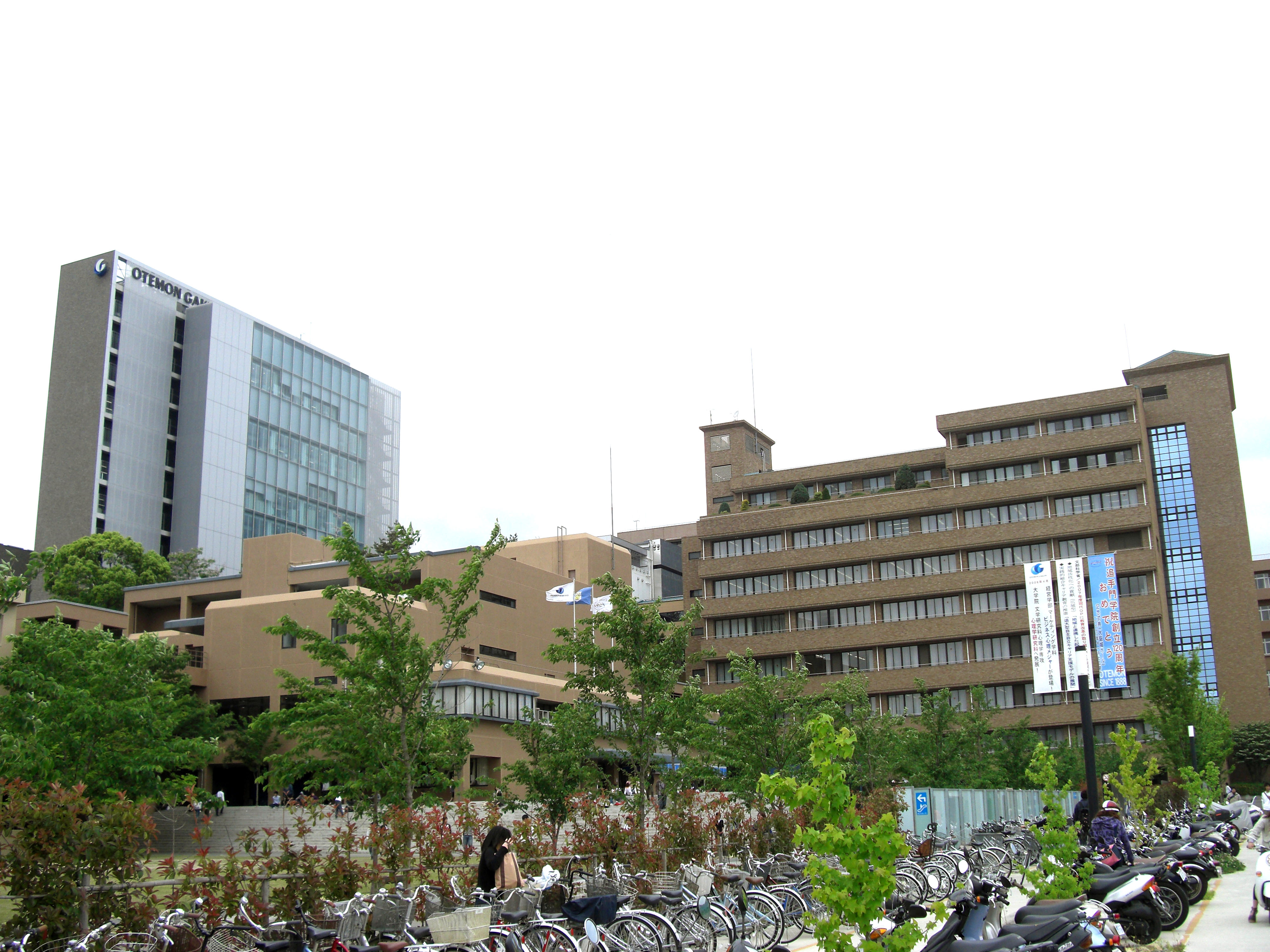
追手門學院大學

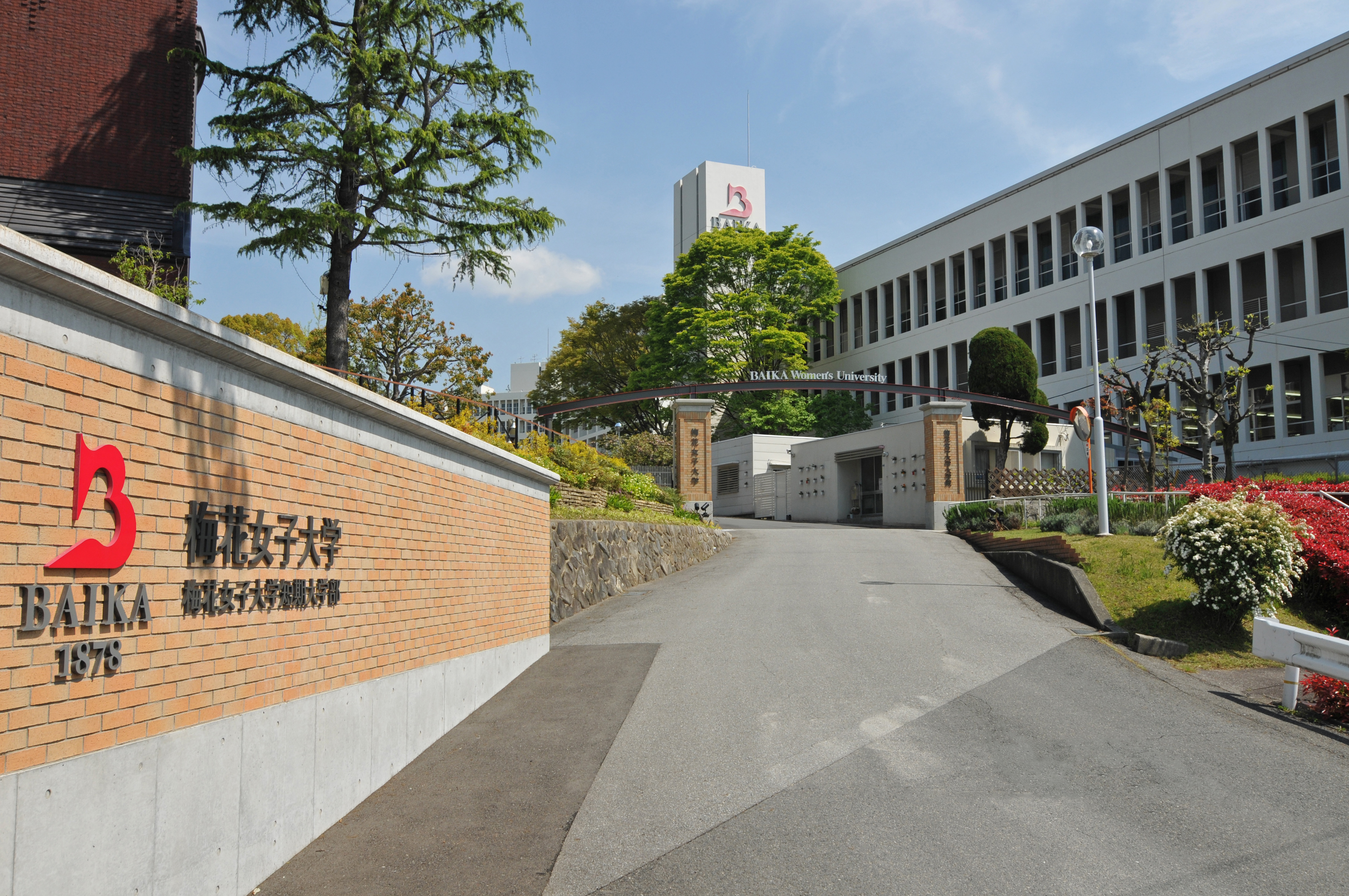
梅花女子大學

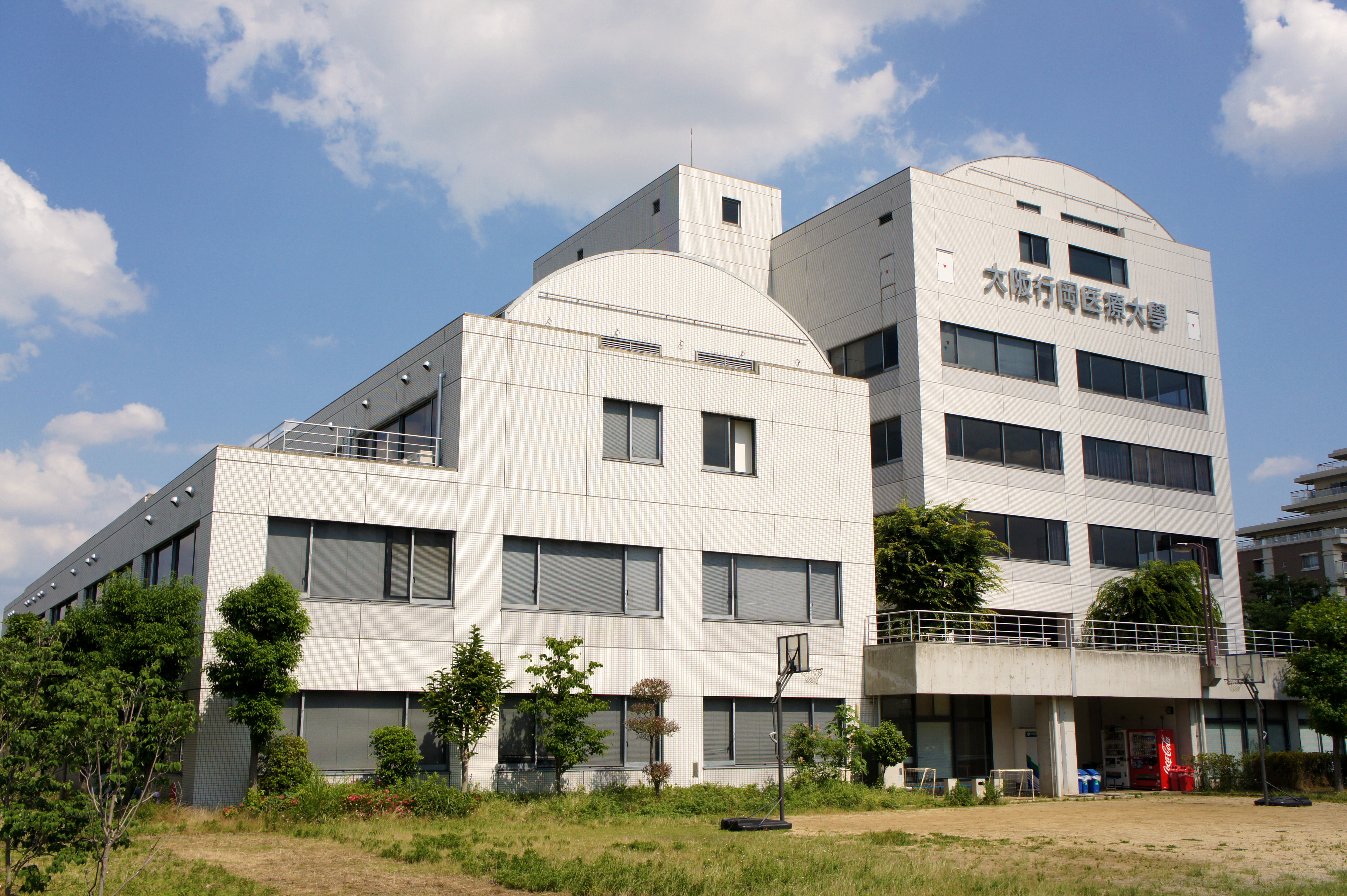
大阪行岡醫療大學

轄內的高等教育學校包括藍野大學、蓝野大学短期大学部、追手門學院大學、梅花女子大學、梅花女子大学短期大学部、大阪行岡醫療大學、立命馆大学大阪茨木校區。
其中屬於學校法人藍野大學、學校法人追手門學院、學校法人梅花學園體系的學校於1960年代至1980年代之間所設立，這些體系在茨木市內也設有藍野高等學校、追手門學院中學校、高等學校。
大阪行岡醫療大學則為2012年才成立之新學校，立命館大学大阪茨木校區也是於2015年新設立之校區。
轄內還有一所韓國學校－高麗國際學園。

## 姊妹、友好城市

### 日本
- 小豆島町（香川縣小豆郡）
原於1988年10月2日與內海町締結為姊妹都市，內海町於2006年合併為小豆島町後，兩地繼續維持姊妹都市關係。
- 竹田市（大分縣）
兩地於2013年11月16日締結為歴史文化姊妹都市。

### 海外
- 明尼阿波利斯（美國明尼苏达州）
兩地於1980年10月22日締結為姊妹都市。
- 安慶市（中國安徽省）
兩地於1985年10月5日締結為姊妹都市。

## 本地出身之名人
- 川端康成：作家
- 井上直久：畫家
- 松田賢二：演員
- 水川麻美：演員
- 黑木華：演員
- 山本圭：演員
- 澀谷昴：藝人
- 高木雄也：藝人
- 山本彩：藝人
- 鞘師智也：棒球選手
- 西野貴治（日语：西野貴治）：足球選手
- 市丸瑞希：足球選手
- 木村敦志：足球選手
- 內田裕斗（日语：内田裕斗）：足球選手
- 寺田紳一：足球選手
- 三木良太（日语：三木良太）：足球選手
- 池田學（日语：池田学）：足球選手
- 田中輝和（日语：田中輝和）：足球選手
- 石田良輔（日语：石田良輔）：足球選手
- 林卓人：足球選手
- 吉田宗弘（日语：吉田宗弘）：足球選手
- 石井慧：柔道選手
- 樋口黎：自由式角力運動員

## 外部連結
- （日語） 茨木市政府的Facebook專頁
- （日語） 茨木市的X（前Twitter）